# (8481) 1988 LH
1988 أل إتش (ويعرف أيضًا باسم (8481) 1988 أل إتش وفق تسمية الكوكب الصغير) (بالإنجليزية: 1988 LH)‏ هو كويكب ضمن حزام الكويكبات؛ وترتيبه 8481 من حيث الاكتشاف.
اكتُشف هذا الجُرم الفلكي بواسطة باميلا إم كيلمارتن في 14 يونيو 1988.

## وصلات خارجية
- (8481) 1988 LH في قاعدة بيانات مختبر الدفع النفاث لأجرام النظام الشمسي الصغيرة

- الاكتشاف · مخطط المدار ·  العناصر المدارية · المعلمات المادية

- (8481) 1988 LH على موقع ويكي سكاي: DSS2, SDSS, GALEX, IRAS, Hydrogen α, X-Ray, Astrophoto, Sky Map, Articles and images